# 沙人 (漫威漫畫)
沙人（英語：Sandman），本名威廉·贝克（William Baker），又名佛林特·馬可（Flint Marko），是漫威漫畫出品的一个经典虚构人物，一开始为正常人，他是在一次奇特的事故中变成为一个会变形的怪物并被赋予了超能力，其中最广为人知的就是有能力把自己变成砂。但他最终改邪归正，并成为了蜘蛛侠的盟友。这个人物被改编成各种形式并出现在其他蜘蛛侠媒介中，其中包括卡通、动画片、電影。
在2009年，沙人被评为IGN的第72个最好的漫画书中的反派角色。

## 人物
威廉·贝克（William Baker）在三岁的时候，他的父亲就抛弃妻儿，远走高飞，这样的剧变让母子两人深受贫困所苦。
在威廉讀高中时，偷窃和诈欺对他来说早已是家常便饭，尽管如此，他却是一名相当优秀的美式足球选手，因为美国各级学校非常重视体育方面的荣耀，所以校方对他的所作所为一直是睁一只眼闭一只眼。
在一场美式足球开赛前，有一名黑道人士因为必须控制赌盘而要他踢假球，他收贿被逮个正著，校方也毫不犹豫的把这名问题学生退学，并把他永久逐出美式足球界，这更是把他生命中唯一一件有意义的事硬生生的夺走了，这让他更是自暴自弃，但因此很快地进入社会，他改名叫弗林特·马可（Flint Marko）並成为了纽约市街头的一群混混的领导者，涉入眾多的不法勾当，培养出他那凶狠、记仇又有严重暴力顷向的个性。
为了逃离警方的追捕，他躲到了喬治亚州一個核子實驗場，他跟在實驗中受到幅射照射的沙子接触的那一瞬间，强大的辐射彻底地改变了马可的身体的分子结构。
沙子跟他的身体结合在一起并将他变成一种似沙又似土的物质，马可发现到自己能随心所欲地控制沙子来改变自己的外貌特徵，於是立刻替自己取名为「沙人」。
蜘蛛人第一次见到这种打也打不到的怪物而吃了一场败仗，不过在之后的对决中，蜘蛛人还是取得了胜利，而且靠的是一个吸尘器。
沙人在理解到一个人的力量实在是不足夠打敗蜘蛛人之后，跟電光人一样，加入了邪惡六人組並继续和蜘蛛人交手。

## 其他媒體

### 動畫
- 《終極蜘蛛人》（2012年-2017年）：沙人由Dee Bradley Baker配音。
- 《蜘蛛人》（2017年-2020年）：沙人由Travis Willingham配音。

### 電影
- 《蜘蛛侠3》（2007年），由美國男演員托马斯·哈登·丘奇飾演沙人。
- 漫威電影宇宙
  - 《蜘蛛人：離家日》（2019年）：神秘法師虛構出的四種「元素眾」之一的土元素以沙人為基礎。
  - 《蜘蛛人：無家日》（2021年）：由托马斯·哈登·丘奇回歸飾演沙人。

### 電子遊戲
- 《蜘蛛人：破碎次元》[2]：由Dimitri Diatchenko配音[3]。
- 《樂高漫威超級英雄》[4]：由迪·布拉雷·貝克爾配音。
- 《漫威：未來之戰》：手機遊戲，沙人是玩家可使用角色之一。
- 《漫威超級戰爭》：手機遊戲，沙人是玩家可使用角色之一。
- 《蜘蛛人2》